# Георгий Юрмин
Георгий Юрмин (настоящее имя Юрий Альфредович Менакер; 22 июня 1923, Петроград — 21 июля 2007, Москва) — русский детский писатель, член Союза писателей СССР (1965).

## Биография
Родился в семье Альфреда Михайловича Менакера и врача Лидии Александровны Сегал (Менакер-Сегал, 1903—1991). Со стороны отца — племянник режиссёра И. М. Менакера, двоюродный брат отца — эстрадный артист А. С. Менакер. Семья жила на Фонтанке, 32. Этот брак распался в 1931 году и мать вышла замуж за врача-хирурга Романа Мариановича Фрейзлера (1901—1959), с которым как членом семьи изменника Родины (его сестра была расстреляна) находилась в ссылке в Казахстане, а после его пересылки во Владимир вернулась в Москву и вновь вышла замуж — за инженера Владимира Павловича Покровского (1893—1973). 
До Великой Отечественной войны, пока мать с отчимом находились в ссылке, воспитывался в семье своей тёти — писательницы Елены Александровны Сегал и её мужа, популяризатора науки Ильи Яковлевича Маршака. Окончил Московский заочный полиграфический институт (1953). Участник Великой Отечественной войны.
В начале 1990-х годов было создано издательство «Культура», где Георгий Юрмин вёл отдел детской литературы. Издательство стало первым его местом службы — до этого он всю жизнь работал дома.
Награждён орденом Красной Звезды, медалями. Лауреат конкурса на лучшую книгу для детей (1976). Член Союза писателей СССР (1965) и Союза писателей Москвы.
Умер 21 июля 2007 года на 85-м году жизни в Москве. 

## Семья
- Сын — Александр Юрьевич Менакер, детский поэт.
- Отчим — Владимир Павлович Покровский, инженер; его брат Корнилий (1891—1938) входил в круг поэта Михаила Кузмина и был женат на поэтессе Анне Радловой.
- Двоюродные братья — режиссёры Леонид Исаакович Менакер и Александр Аркадьевич Белинский.
- Троюродные братья — Андрей Миронов, актёр, и Кирилл Ласкари, балетмейстер.

## Сочинения

### Проза
- Быстрые, могучие, послушные. М., 1960
- Весёлый художник, или Чудеса без чудес. М., 1960
- Неумелый грузовик: Сказка. М., 1960
- Три друга. М., 1960
- Гонцы-скороходы: Рассказы. М., 1961
- Мы летим на Луну. М., 1961
- Речкина игрушка. М., 1961
- Дорогу, волшебная нитка идёт! М., 1962
- О чём поют топор с пилой: Правдивые истории, которые услышал в мастерской Столяр Столярыч Топорков. М., 1962
- 1003 богатыря. М., 1962
- 23 и 1. М., 1963
- Год и один день. М., 1964
- Капустные новости. М., 1964
- Про тетрадь и карту, карандаш и парту…: Рассказы. М., 1965
- Служу Советскому Союзу!: Рассказы. М., 1968
- От А до Я по стране спорта. Какая ты, Спортландия? М., 1970
- Все работы хороши, выбирай на вкус! М., 1971
- Друг-дружок и другие. М., 1971
- Дедушкины очки. М., 1972
- Севка меняет квартиру. М., 1972
- Мой папа — лётчик. М., 1973
- Всем, всем — 77!: Рассказы. М., 1975
- Секрет на колёсах: Рассказ. М., 1976
- Земляное яблочко. М., 1979
- Я иду играть… М., 1979
- Ехала дорога… М., Малыш, 1981
- Красный, жёлтый, полосатый…: Рассказ. М., 1982
- Что внутри? М., 1983
- Почемучка идёт в школу. Энциклопедия для любознательных. Для младшего школьного возраста. 2001 г. (переиздавалась в 2002, 2004 гг.)[6].
- Спортивная энциклопедия почемучки. Записки и зарисовки Рыжего Колпачка. Для младшего и среднего школьного возраста. 2003 г.[6].

### Киносценарии
- 1975 — Ералаш — выпуск № 5, сюжет «Следы на асфальте»; выпуск № 6, сюжет «Талант»
- 1976 — Ералаш — выпуск № 7, сюжет «Полночный крик»
- 1982 — Ералаш — выпуск № 32, сюжет «Антракт»

### В соавторстве
- Дитрих А., Юрмин Г., Кошурникова Р. Почемучка. Детское справочное бюро / Илл. А. А. Семёнов и др.. — М.: Педагогика, 1987 (переиздавалась в 1990, 1992, 1994, 2000 гг.). — 384 с. — ISBN 5-7155-0076-1.[6]
- Юрмин Г., Дитрих А. Потомучка. Весёлая энциклопедия в картинках для маленьких детей / Оформление Н. Ильенко; худ. В. В. Арбеков, В. Иванюк. — М.: Педагогика- Пресс, 1998 (переиздавалась в 2002, 2007 гг.). — 351 с. — ISBN 5-7155-0771-5.[6]